# 吳右
吳右（?—前178年），中國西漢吳氏長沙國第四代王，長沙哀王吳回長子。吕后元年（前187年）襲位，在位九年，汉文帝二年（前178年）薨，諡共王。
| 前任： 吳回 | 長沙王 前187年－前178年 | 继任： 吴著 |